# Barbus claudinae
Barbus claudinae е вид лъчеперка от семейство Шаранови (Cyprinidae). Видът е застрашен от изчезване.

## Разпространение
Разпространен е в Бурунди и Руанда.

## Описание
На дължина достигат до 30 cm.